# Urophyllum olivaceum
Urophyllum olivaceum är en måreväxtart som beskrevs av William Grant Craib. Urophyllum olivaceum ingår i släktet Urophyllum och familjen måreväxter.
Artens utbredningsområde är Thailand. Inga underarter finns listade i Catalogue of Life.